# Egialeu (desambiguação)
Egialeu pode significar:
- Egialeu, filho de Ínaco e Mélia, e irmão de Foroneu.
- Egialeu (rei de Sicião), primeiro habitante da região. Alguns autores modernos confundem este personagem com o filho de Ínaco, apesar de uma diferença de 300 anos nas cronologias antigas, da localização geográfica diferente, e de que este foi ancestral dos reis de Sicião e o outro morreu sem filhos.
- Egialeu (filho de Adrasto), morreu na expedição dos Epígonos.
- Absirto, filho de Eetes, rei da Cólquida, assassinado por sua própria irmã, Medeia. Alguns autores chamam este personagem de Egialeu.